# Ana Camila Pirelli
Ana Camila Donatella Pirelli Cubas (née le 30 janvier 1989 à Asuncion) est une athlète paraguayenne, spécialiste de l'heptathlon. En plus de l'heptathlon (où elle est vice-championne d'Amérique du Sud en 2013), elle détient des records nationaux dans plusieurs autres disciplines.

## Biographie
En 2019 elle prend la quatrième place aux Jeux panaméricains avec un nouveau record national à l'heptathlon.

### Palmarès
| Date | Compétition                    | Lieu                 | Résultat | Épreuve    | Performance |
| ---- | ------------------------------ | -------------------- | -------- | ---------- | ----------- |
| 2013 | Championnats d'Amérique du Sud | Carthagène des Indes | 2e       | Heptathlon | 5 610 pts   |
| 2014 | Jeux sud-américains            | Santiago             | 1re      | Heptathlon | 5 669 pts   |
| 2016 | Championnats ibéro-américains  | Carthagène des Indes | 3e       | Heptathlon | 5 748 pts   |
| 2018 | Jeux sud-américains            | Cochabamba           | 3e       | Heptathlon | 5 507 pts   |
| 2018 | Championnats ibéro-américains  | Trujillo             | 1re      | Heptathlon | 5 879 pts   |
| 2022 | Jeux sud-américains            | Asuncion             | 2e       | Heptathlon | 5 756 pts   |
| 2022 | Championnats ibéro-américains  | La Nucia             | 2e       | Heptathlon | 5 808 pts   |

### Records
| Épreuve         | Performance    | Lieu            | Date            |
| --------------- | -------------- | --------------- | --------------- |
| 100 m           | 12 s 23        | Asuncion        | 15 juin 2013    |
| 200 m           | 24 s 31        | Asuncion        | 16 avril 2016   |
| 400 m           | 56 s 62 (NR)   | Asuncion        | 2 mars 2019     |
| 100 m haies     | 13 s 40 A (NR) | Medellín        | 23 avril 2016   |
| Saut en hauteur | 1,68 m (NR)    | Ottawa          | 1er juin 2013   |
| Lancer du poids | 14,87 m (NR)   | Fort Lauderdale | 12 juillet 2019 |
| Heptathlon      | 5 907 pts (NR) | Lima            | 8 août 2019     |